# Giftige weidetrechterzwam
De giftige weidetrechterzwam (Clitocybe rivulosa) is een schimmel uit de familie Tricholomataceae. De soort komt in heel Europa voor in gebieden tussen mos en gras, zoals weilanden en plantsoenen. Hij leeft saprotroof in voedselarme tot -rijke graslanden. Ook komt hij voor in open loof- en naaldbos op voedselrijk zand. De soort staat bekend om de mooie heksenkringen die hij kan vormen. De groeitijd is juni tot oktober. 

## Kenmerken

### Uiterlijke kenmerken
Hoed
De hoed is wit tot beige. In het begin uitgespreid, later plat tot ingedeukt met een diameter van 2 tot 7 cm. De rand is ingekruld en later golvend.
Lamellen
De lamellen zijn beige tot bleek vleeskleurig, vrij dicht opeen en aflopend. 
Steel
De steel heeft een lengte van 2-7 cm. De kleur is dezelfde kleur als de hoed en hij is recht, viltig.
Geur en smaak
De zwam ruikt zoetig, maar is giftig. Het gif bestaat voornamelijk uit muscarine.
Sporenprint
De sporenprint is bijna wit.

### Microscopische kenmerken
De sporen zijn ellipsoïde, glad, kleurloos en meten (4,0) 4,5-6 × 3-4 µm. Het Q-getal is 1,4 tot 1,6. Basidia zijn viersporig en meten 18–29 × 5–7 µm. Cheilocystidia zijn afwezig.

## Verspreiding
De giftige weidetrechterzwam komt voor in Europa en Noord-Amerika. In Nederland komt hij zeer algemeen voor en is hij niet bedreigd. 

## Giftigheid
Het belangrijkste toxine in Clitocybe rivulosa is muscarine en daarom lijken de symptomen enigszins op die van blootstelling aan zenuwgas, namelijk sterk verhoogde speekselvloed, transpiratie (zweten) en tranenvloed (traanproductie) binnen 15 tot 30 minuten na inname. Bij hoge doses kunnen deze symptomen worden gevolgd door buikpijn, ernstige misselijkheid, diarree, wazig zien en moeizame ademhaling. Intoxicatie verdwijnt over het algemeen binnen twee uur. De dood is zeldzaam, maar kan in ernstige gevallen het gevolg zijn van ademhalingsfalen. Het specifieke tegengif is atropine.

## Taxonomie
De soort is in 1871 door de Duitse botanicus en mycoloog Paul Kummer ingedeeld in het geslacht Clitocybe.

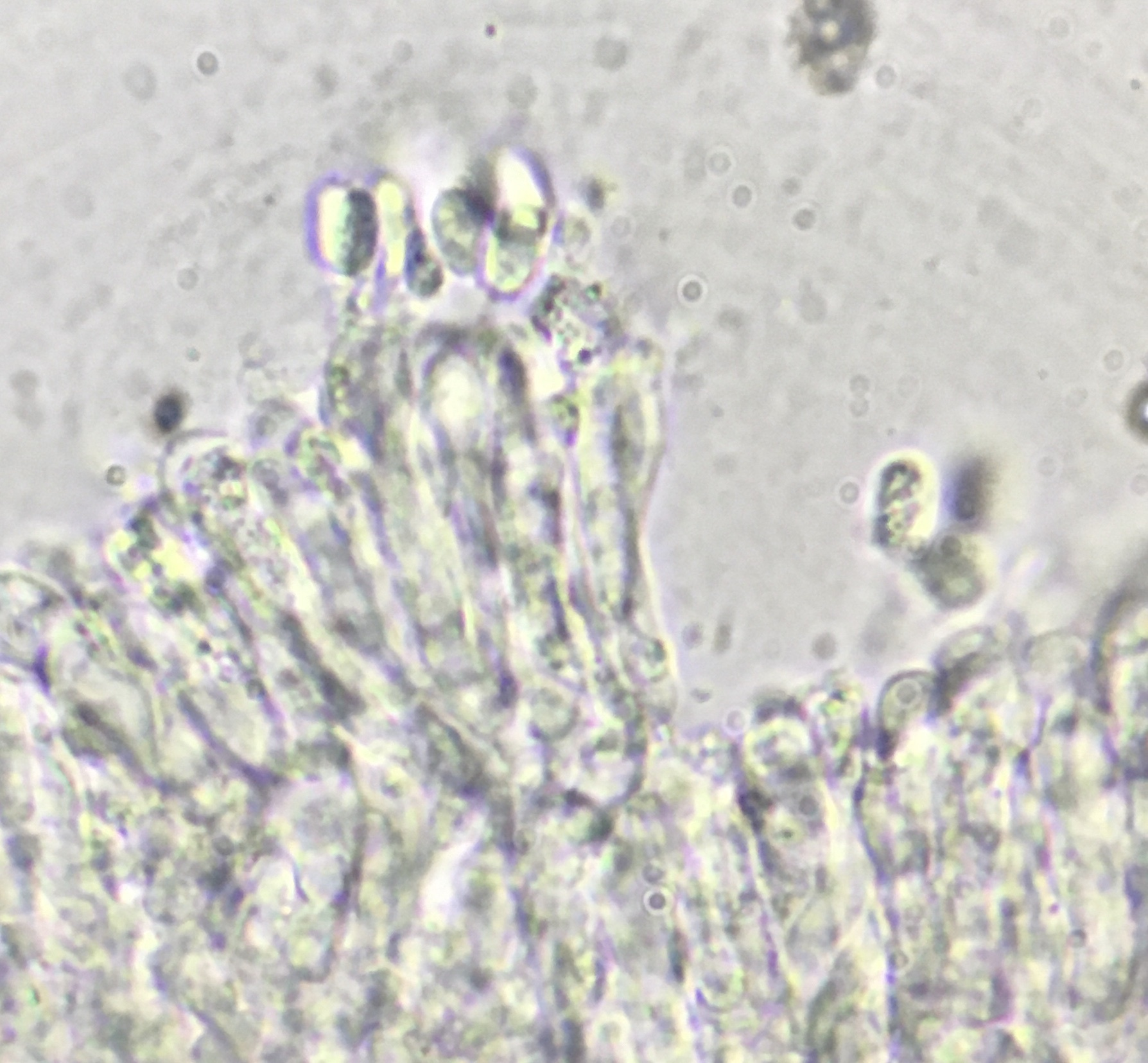
Microscopische kenmerken